# Comuna Vînohradivka, Kompaniivka
Vînohradivka (în ucraineană Виноградівка) este o comună în raionul Kompaniivka, regiunea Kirovohrad, Ucraina, formată din satele Romașkî, Travneve și Vînohradivka (reședința).

## Demografie
Componența lingvistică a comunei Vînohradivka
     Ucraineană (92,19%)
     Română (3,99%)
     Rusă (1,99%)
     Maghiară (1,83%)
Conform recensământului din 2001, majoritatea populației comunei Vînohradivka era vorbitoare de ucraineană (92,19%), existând în minoritate și vorbitori de română (3,99%), rusă (1,99%) și maghiară (1,83%).